# Espectrometría de masas

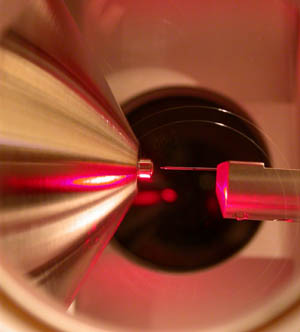
Haz de iones por electrospray en un espectrómetro de masa.

La espectrometría de masas es una técnica de análisis que permite determinar la distribución de las moléculas de una sustancia en función de su masa. El espectrómetro de masas es un dispositivo que permite analizar con gran precisión la composición de diferentes elementos químicos e isótopos atómicos, separando los núcleos atómicos en función de su relación entre masa y carga (m/q). Puede utilizarse para identificar los diferentes elementos químicos que forman un compuesto, o para determinar el contenido isotópico de diferentes elementos en un mismo compuesto. Con frecuencia se encuentra como detector de un cromatógrafo de gases, en una técnica híbrida conocida por sus iniciales en inglés, GC-MS. 
El espectrómetro de masas mide razones masa/carga de iones, calentando un haz de material del compuesto a analizar hasta vaporizarlo e ionizar los diferentes átomos. El haz de iones produce un patrón específico en el detector, que permite analizar el compuesto. En la industria es una técnica altamente utilizada en el análisis elemental de semiconductores, biosensores, cadenas poliméricas complejas, fármacos, productos de síntesis química, análisis forense, contaminación medioambiental, perfumes y todo tipo de analitos que sean susceptibles de pasar a fase vapor e ionizarse sin descomponerse.

## Historia

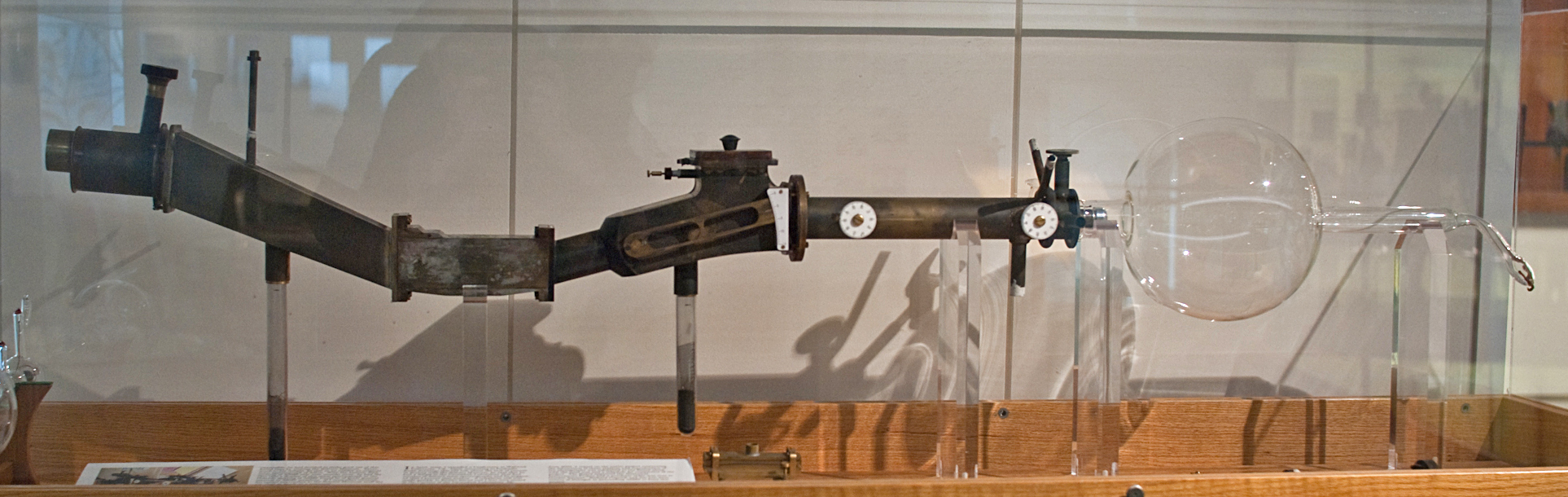
Réplica de uno de los primeros espectrómetros de masas.

En 1886, Eugen Goldstein observó rayos de descarga en gases a baja presión que viajaban lejos del ánodo y a través de canales en un cátodo perforado, opuestos a la dirección de los rayos catódicos cargados negativamente (que viajan desde el cátodo al ánodo). Goldstein llamó a estos rayos de ánodo con carga positiva Kanalstrahlen (rayos canales). Wilhelm Wien descubrió que fuertes campos eléctricos o magnéticos desviaban esos rayos canales, y en 1899 construyó un dispositivo con campos eléctricos y magnéticos paralelos que separaba los rayos positivos en función de su relación carga-masa  (Q/m). Wien descubrió que la relación de carga a masa dependía de la naturaleza del gas en el tubo de descarga. El científico inglés J. J. Thomson, que estaba interesado en medir la relación masa-carga del electrón, mejoró más tarde el trabajo de Wien reduciendo la presión para crear el primer instrumento similar a un espectrómetro de masas.
Algunas de las técnicas modernas de espectrometría de masas fueron ideadas por Arthur Jeffrey Dempster y F. W. Aston en 1918 y 1919, respectivamente. En 1922 se le concedió a Aston el Premio Nobel de Química por su descubrimiento, gracias al espectrógrafo de masas, de los isótopos de múltiples elementos no radiactivos y por la enunciación de la regla del número entero. En 1989, se otorgó la mitad del Premio Nobel de Física a Hans Dehmelt y Wolfgang Paul por el desarrollo de la técnica de trampa de iones en los años 1950 y 1960. En 2002, se otorgó el Premio Nobel de Química a John Bennett Fenn por el desarrollo de la ionización por electrospray (electrospray ionizatio, ESI), y a Koichi Tanaka  por el desarrollo de la desorción láser suave (soft laser desorptio, SLD) y su aplicación a la ionización de macromoléculas biológicas, especialmente proteínas.

## Fundamentos de la espectrometría de masas de iones secundarios (SIMS)
La técnica de detección de iones se basa en el fenómeno conocido como desbastado (sputtering, en inglés) de partículas centradas en un blanco, que son bombardeadas mediante iones, átomos o moléculas. Dependiendo del intervalo de energía de la partícula primaria, ocurren colisiones elásticas e inelásticas: 
- en el intervalo de los keV, las interacciones dominantes son las elásticas;
- las colisiones inelásticas aumentan según aumenta la energía. Estas son más comunes en el intervalo de energía de los MeV.

El proceso de dispersión produce iones secundarios en el rango de las energías cinéticas traslacionales. Las distribuciones de energía son distintas según se trate de iones atómicos o moleculares. La eficiencia de ionización del SIMS se define como la fracción de los átomos esparcidos que se ionizan. La eficiencia varía con respecto al elemento de análisis en varios órdenes de magnitud. Las influencias más obvias son el potencial de ionización y la afinidad electrónica de los iones negativos.

### Conceptos clave
- La resolución (R) es la capacidad de separar y medir masas de iones de masa molecular similar. Está definida como la división entre la masa de interés (m) entre la diferencia de masa (Δm), definido como el ancho de un pico de señal a mitad de su altura. Por lo tanto R=(m/Δm). Dos picos de señales vecinas se las consideran suficientemente separadas cuando el valle de la señal que separan los máximos haya decrecido hasta el 10% de la intensidad. A este criterio se lo conoce como el "10% definición de resolución de los valles". La condición para que se cumpla el valle al 10 % es cuando el ancho del pico al 5 % relativo a su altura iguala la diferencia de masas de los correspondientes iones, ya que entonces el 5 % de contribución de cada pico en el mismo punto del eje m/z suma hasta el 10 %.
- Masa monoisotópica y masa media: 
  - La masa exacta del isótopo más abundante se la llama masa monoisotópica. La masa monoisotópica es la suma de las masas monoisotópicas de cada elemento del analito.
  - La masa media es la suma de la media química de las masas de sus componentes considerando su abundancia.
- La precisión de masa es un porcentaje de la masa medida y se mide tanto en porcentaje como en partes por millón.

## Límites de detección
En general, a mayor velocidad de erosión, mejor sensibilidad, por lo que, a corriente alta, el haz primario de iones de alta energía es el ideal. Pero, desafortunadamente, con la energía no solo aumenta la eficiencia del “sputtering”, sino también la profundidad de penetración y el volumen de cascada (daño inducido, perturbación). Es por eso que SIMS es una técnica de análisis destructiva. Podemos comprender la distinción entre condiciones dinámicas y estáticas  analizando el tiempo de vida (t) en la primera capa atómica encontrada en superficie:

{\displaystyle t=10^{5}A*x/Ip*y}

donde:
- {\displaystyle t} = tiempo de vida de la monocapa.
- {\displaystyle A} = área de superficie pulverizada [cm²].
- {\displaystyle Ip} = flujo primario de partículas [cm-2].
- {\displaystyle y} = parte dispersada.

## Asistencia de iones positivos o negativos
La asistencia del oxígeno (O2+) ocurre como resultado de los enlaces metal-oxígeno en una zona enriquecida con oxígeno. Cuando estos enlaces se rompen durante la emisión de iones, el oxígeno se carga negativamente debido a su alta afinidad electrónica, favorece la captura, y su alto potencial de ionización inhibe las partículas positivas (iones positivos). El metal es aislado entonces de cargas positivas. Además, el bombardeo con oxígeno incrementa la concentración de oxígeno en la superficie.
Por otra parte, el bombardeo con cesio (Cs+) favorece los iones negativos de la muestra. Este fenómeno se pueden explicar por funciones trabajo que son reducidas por la implantación de cesio en la superficie de la muestra. Más electrones secundarios son excitados sobre la superficie de la barrera de potencial. Incrementar la disponibilidad de electrones lleva a la formación de iones negativos.

## Funcionamiento

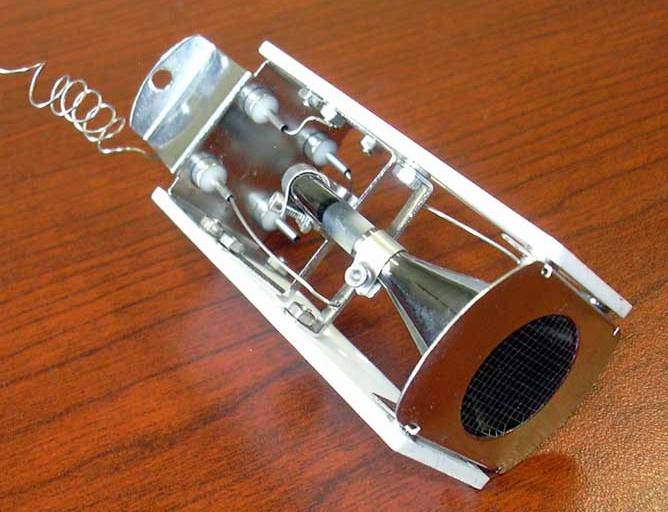
Detector.

En términos generales, las moléculas tienen masas diversas, hecho que un espectrómetro de masas utiliza para determinar qué moléculas están presentes en una muestra. Por ejemplo, se vaporiza sal de mesa (NaCl) y se analizan los iones en la primera parte del espectrómetro de masa. Esto produce iones del sodio e iones del cloro que tienen pesos moleculares específicos. Estos iones también tienen una carga, que significa que debido a ella tendrán movimiento bajo influencia de un campo eléctrico determinado. 
Estos iones se envían a un compartimiento de aceleración y se pasan a través de una lámina metálica. Se aplica un campo magnético a un lado del compartimiento que atrae a cada uno de los iones con la misma fuerza (suponiendo carga idéntica), y se los desvía sobre un detector. Naturalmente, los iones más ligeros se desviarán más que los iones pesados porque la fuerza aplicada a cada ion es igual pero los iones ligeros tienen menos masa. El detector mide exactamente cuán lejos se ha desviado cada ion, y a partir de ese dato se calcula el «cociente masa por unidad de carga». Con esta información es posible determinar con un alto nivel de certeza cuál es la composición química de la muestra original.
Hay muchos tipos de espectrómetros de masas que no solamente analizan los iones, sino que también producen diversos tipos de iones. Sin embargo, todos utilizan campos eléctricos y magnéticos para cambiar la trayectoria iónica de determinada manera.

## Componentes
Un espectrómetro de masas tiene tres componentes fundamentales: la fuente de ionización, el analizador de masa y el detector. 

### Fuente de ionización
La fuente de iones es el elemento del espectrómetro que ioniza el material por analizar (el analito). Luego los campos magnéticos o eléctricos transportan los iones al analizador total.
Las técnicas de ionización han sido fundamentales para determinar qué tipos de muestras se pueden analizar por espectrometría de masas. La ionización del electrón y la ionización molecular se utilizan para los gases y los vapores.
Dos técnicas, usadas a menudo con líquidos y muestras biológicas sólidas, incluyen la ionización por electrospray (debido a John Fenn) y la desorción/ionización por láser asistida por una matriz (MALDI, debido a M. Karas y a F. Hillenkamp). Las fuentes de plasma acoplado inductivamente se utilizan, sobre todo, para el análisis de metales en una amplia gama de muestras. Otras técnicas incluyen la ionización mediante bombardeo de átomos rápidos (FAB, por sus siglas en inglés), el termospray, la ionización química por presión atmosférica (APCI), la espectrometría de masas de iones secundarios, etc.
- Ionización por electrones: El procedimiento clásico de ionización se basa en disparar electrones energéticos en un átomo neutro. A esto se lo llama ionización por electrones (IE). La ionización por electrones también se lo llama ionización por impacto de electrones o impacto de electrones(IE). Para el IE, la muestra neutra tuvo que haber sido previamente transferida en una fase gaseosa altamente diluida, que se logra evaporando la muestra. En la práctica, se considera que la fase gaseosa se encuentra altamente diluida cuando el camino libre medio de las partículas se encuentra lo suficientemente largo como para que las interacciones bimoleculares sean casi imposibles dentro del tiempo de vida de las partículas. Esto se consigue fácilmente a presiones en el rango de los 10^-4 Pa usualmente realizado en la fuente de iones. Cuando un átomo neutro es golpeado por un electrón energético que cuenta con varias decenas de electronvoltios (eV) de energía cinética, una parte de esa energía del electrón es transferida hacia el átomo. Si el electrón, en términos de transferencia denergía, choca muy efectivamente con el átomo neutro, la cantidad de energía transferida puede hacer que se ionice al eyectar uno de los electrones del átomo neutro, entonces dando como resultado un ion radical positivo.

### Analizador de masa
El analizador de masa es la pieza más flexible del espectrómetro de masa. Los diferentes tipos espectrómetros de masas varían según el analizador que tienen. Para el caso del espectrómetro de sección magnética, este utiliza un campo eléctrico o magnético para afectar la trayectoria o la velocidad de las partículas cargadas de una cierta manera. La fuerza ejercida por los campos eléctricos y magnéticos es definida por la fuerza de Lorentz:

{\displaystyle {\vec {F}}=q({\vec {E}}+{\vec {v}}\times {\vec {B}})}

donde:
- {\displaystyle {\vec {E}}} es el vector campo eléctrico,
- {\displaystyle {\vec {B}}} es el vector campo magnético,
- {\displaystyle \ q} es la carga de la partícula,
- {\displaystyle {\vec {v}}} es el vector velocidad y
- {\displaystyle \times } simboliza el producto vectorial.

Todos los analizadores totales utilizan las fuerzas de Lorentz de una manera u otra en la determinación de masa-carga, estáticamente o dinámicamente. Además de los tipos originales del área magnética, otros tipos de analizadores están actualmente en un uso más común, incluyendo el tiempo de vuelo, la trampa de iones cuadrupolar, un cuadrupolo y los analizadores de la masa de la resonancia del ciclotrón del ion mediante la transformada de Fourier. Además de estos hay muchos más analizadores totales experimentales y combinaciones exóticas de analizadores.
Según lo mostrado arriba, los instrumentos de área cambian la dirección de los iones que están volando a través de todo el analizador. Los iones, a causa del campo magnético o el campo eléctrico, ven desviadas sus trayectorias en función de su masa y su carga, de manera que cuanto más se desvíen, más ligeros serán. Así, el analizador dirige las partículas al detector, variando un campo eléctrico o magnético que se basa en el cociente masa/carga (m/z).
En el caso del espectrómetro de sección magnética, se puede usar la fuerza de Lorentz para saber cual es el radio de curvatura en la cual los iones se desvían según su relación m/z.

{\displaystyle r={\frac {mv}{zB}}}

donde:
- {\displaystyle r} es el radio de giro,
- {\displaystyle m} es la masa del ion,
- {\displaystyle v} es la velocidad con la que entra en la sección magnética,
- {\displaystyle z} es la carga del ion y
- {\displaystyle B} es el campo magnético.

Podemos notar que si la relación m/z aumenta, manetiendo el campo magnético constante, el radio de giro aumenta, y viceversa. Para poder realizar un barrido de masas, se debe cambiar la intensidad del campo magnético para que las diferentes masas golpeen el detector.
Resolución de un instrumento de sección magnética: La óptica de iones de un instrumento de sección magnética es el análogo a una lente cilíndrica en la óptica con luz. La reducción de una abertura puede usarse para obtener una imagen más nítida, por ejemplo para mejorar su resolución. Se usan rendijas en vez de aberturas circulares para aprovechar las propiedades de un sistema óptico de iones cilíndrico. La configuración de la rendija fuente y de la rendija imagen son las más importantes. La rendijas intermedias pueden usarse en adición. Desafortunadamente, estrechar las rendijas también significa cortar la circulación de iones, y por ende, reducir la transmisión del analizador de masas. En el caso ideal, la mejora de la resolución por un factor de 10 viene seguida de una reducción en la transmisión del 10%, en la práctica el efecto es aún menor. Por otro lado, para mejorar el funcionamiento de un instrumento de sección magnética en términos de la velocidad de barrido, la resolución, transmisión, rango de masas y la construcción del imán, necesita cierto refinamiento adicional. El cambio rápido de un campo magnético sufre de histéresis magnética. Por ejemplo, el flujo magnético no sigue exactamente el cambio de la corriente eléctrica a través de los cables en función del tiempo, pero se atrasa un poco debido a las corrientes inducidas. Por un lado, esto causa problemas para crear un barrido perfectamente lineal en el tiempo, y por otro, limita un ritmo rápido de barrido. Para poder conseguir extender el rango de las masas se debe incrementar la intensidad del campo eléctrico o el radio del imán. Sin embargo, hay limitaciones en cuanto a la fuerza del campo magnético con un imán no-superconductor de alrededor de 2.4 T. En vez de simplemente aumentar el radio, los polos del imán pueden rotar para mantener un diseño compacto reduciendo su longitud focal. Alternativamente, pueden aplicarse campos no homogéneos.
Actualmente existen diferentes métodos para «filtrar» los iones respecto a su relación Masa/carga. El más comúnmente usado es el denominado cuadrupolo. Se compone de 4 barras alargadas en formación cuadrada, conectadas eléctricamente entre sí en pares opuestos. A dichos pares (polos) se les aplica una tensión de radiofrecuencia variable que sintoniza con un determinado ion. Cuando existe sintonía entre el ion que está pasando por ellas y la frecuencia aplicada, dicho ion continúa su camino, desviándose todos los demás no sintonizados fuera del cuadrupolo y de esta manera no impactan en el detector.
El principio matemático de su funcionamiento es el siguiente: supóngase que las barras que tienen tensión positiva se encuentran en el eje Y, mientras que las que cuentan con tensión negativa son las del eje X. A medida que el ion entra en el cuadrupolo en la dirección Z, siente una fuerza atractiva por alguna de las barras con carga opuesta a la del ion. Si el voltaje aplicado en las barras es periódico, la atracción y repulsión en el eje X e Y son alternados en el tiempo, ya que el signo de la fuerza eléctrica cambia de signo periódicamente en el tiempo. Si el voltaje aplicado está compuesto de una CC de voltaje U y una a radiofrecuencia (RF) de voltaje V con una frecuencia {\displaystyle \omega }, entonces la potencia total {\displaystyle \phi } está dada por:
{\displaystyle \phi =U+V\cos \left(\omega t\right)}
Por lo tanto, las ecuaciones de movimiento son:
{\displaystyle {\frac {\mathrm {d} ^{2}x}{\mathrm {d} t^{2}}}+{\frac {e}{mr^{2}}}\left[U+V\cos \left(\omega t\right)\right]x=0}
{\displaystyle {\frac {\mathrm {d} ^{2}y}{\mathrm {d} t^{2}}}-{\frac {e}{mr^{2}}}\left[U+V\cos \left(\omega t\right)\right]y=0}
A estas ecuaciones se las conocen como ecuaciones diferenciales de Mathieu, cuya resolución es numérica. Esto lo que indica es que, debido a que existe un rango de frecuencias en el que las soluciones son estables, las masas que van a pasar a través del analizador cuadrupolar van a ser las que cuenten con la relación m/z correcta, es decir que el analizador cuadrupolar actúa como un "filtro pasabanda de masas".
Poder resolvente de cuadrupolos lineales: Los analizadores cuadrupolares son operados en lo que se llama unidad de resolución, normalmente restringiendo su uso a aplicaciones con una resolución típicamente baja. En la unidad de resolución, picos adyacentes son separados entre ellos en todo el rango de m/z, por ejemplo R = 20 en m/z 20, R = 200 en m/z 200, etc. La resolución ajustada por la división U/V no puede ser incrementada arbitrariamente, pero es limitada por la precisión mecánica con la que las barras están construidas y soportadas (±10μm). Teóricamente, cada electrodo debería tener una sección hiperbólica para tener una geometría optimizada resultante en el campo del cuadrupolo, y por ende para optimizar su funcionamiento. Sin embargo, se usan barras cilíndricas para facilitar su manufactura. Ajustando el radio de las barras adecuadamente, se puede aproximar un campo hiperbólico. Además, hasta las más pequeñas distorsiones del campo ideal del cuadrupolo debido a interferencias con campos externos o debido a una mala precisión mecánica o una forma inadecuada del aparato, pueden causar pérdidas severas en la transmisión o en la resolución. Las ventajas esperadas en las barras hiperbólicas han sido demostradas gracias a los cálculos de las trayectorias de los iones: barras circulares causan una reducción en la frecuencia del macromovimiento debido a un incremento en el tiempo que los iones vecinos pasan cerca de las barras; esto se traduce en una resolución reducida.
La configuración de los actuales espectrómetros de masa pasa por disponer de uno, dos y hasta tres cuadrupolos en serie (triplecuadrupolos muy en boga). Existen también configuraciones no cuadripolares, como pueden ser los hexapolos, aunque su funcionamiento es análogo al cuadripolo.
El analizador se puede utilizar para seleccionar una gama estrecha de m/z o para explorar a través de una gama de m/z para catalogar los iones presentes. Quizás el más fácil de entender es el analizador del tiempo-de-vuelo (TOF), que se integra típicamente con fuentes del ion de MALDI. Eleva los iones a la misma energía cinética por el paso a través de un campo eléctrico y mide los tiempos que necesitan para alcanzar el detector. Aunque la energía cinética es igual, la velocidad es diferente, así que el ion de menor relación m/z, alcanzará el detector primero.
La teoría funciona de la siguiente manera: suponiendo que el ion parte desde un estado de reposo y luego se acelera, tendrá un potencial eléctrico {\displaystyle V}. Debido al principio de conservación de la energía mecánica, la energía cinética se igualará a la energía potencial cambiada se signo:
{\displaystyle qV={\tfrac {1}{2}}mv^{2}}
donde {\displaystyle qV} es la energía potencial y {\displaystyle {\tfrac {1}{2}}mv^{2}}es la energía cinética. Luego, por definición de velocidad se tiene que v = d/t. Reemplazando se llega a:
{\displaystyle qV={\frac {1}{2}}m\left({\frac {d}{t}}\right)^{2}}
despejando la variable {\displaystyle t} y aplicando la raíz cuadrada a ambos términos, se obtiene:
{\displaystyle t={\frac {d}{\sqrt {2V}}}{\sqrt {\frac {m}{q}}}}
donde {\displaystyle {\frac {d}{\sqrt {2V}}}} es una constante {\displaystyle k}. Debe notarse que el tiempo que tardan los iones que recorren una distancia {\displaystyle d}, depende de su relación m/z.
Propiedades de un TDV lineal: la transmitancia de un analizador TDV se aproxima al 90% debido a la pérdida de iones por causa de colisiones con gases residuales o por una mal enfoque de la fuente de iones, causando que estos se dispersen. Con una superficie del detector lo suficientemente larga localizada no muy lejos de la salida de la fuente de iones, una gran fracción de estos serán recolectados por el detector. Incluyendo decomposiciones metaestables durante el vuelo, no reducen la intensidad de la señal de un ion molecular, ya que los fragmentos formados conservan la velocidad de la fragmentación del ion y son, entonces, detectados en el mismo tiempo de vuelo como sus precursores intactos. En ese caso, el neutral y el fragmento ionizado causan una respuesta en el detector. Estas propiedades hacen del analizador TDV el aparato ideal para el análisis de fragmentación y/o partículas con alta concentración de masa. En cuanto a su resolución cuentan con ciertas complicaciones. Por ejemplo, cambios en el tiempo de vuelo de iones que difieren en 1 u en masa están en el orden de 10 ns en una relación m/z de 1000. El tiempo necesario para la ionización o fragmentación es de aproximadamente 100 ns en el caso de láseres UV estándar, pero depende de la duración del pulso del láser. En consecuencia, la variedad en los tiempos iniciales para los iones del mismo valor m/z son usualmente mayores que la diferencia en el tiempo de vuelo de valores vecinos de m/z, por lo tanto limitando su resolución. Otro de los problemas de resolución que pueden tener los TDV es el siguiente: los iones disociados debido a los láseres, por ejemplo, poseen una gran energía cinética inicial de algunos 10eV que son impuestos en la energía cinética que provee el voltaje de aceleración, que está en el orden de 10-30kV. Un mayor voltaje de aceleración es ventajoso en cuanto que disminuye la contribución relativa de energía que se esparce debido al proceso de ionización. El posible efecto en la desviación se debe a que se supone que los iones se encuentran inicialmente en reposo en una superficie equipotencial. Todos estos efectos juntos limitan la resolución a R = 500 para extracciones continuas para analizadores TDV lineales.
Analizador de tiempo de vuelo con reflector: El reflector o reflectron fue desarrollado por el científico Boris Aleksandrovich Mamyrin. En el analizador TDV (generalmente abreviado como TDVRe) el reflector actúa como un espejo de iones que enfoca iones con diferentes energías cinéticas en el tiempo. Su funcionamiento se puede mejorar usando un diseño de reflectores de dos etapas o de etapas múltiples. Comúnmente, el reflector es un instrumento que también cuenta con un dedetector detrás de él, permitiendo un modo lineal de operación simplemente apagando el voltaje del reflector. Un reflector simple consiste en un campo eléctrico retardante localizado detrás de la zona en la que los iones viajan libremente, opuesta a la fuente de iones. En la práctica, el reflector se compone de una serie de anillos (o menos preferentemente rejillas) con un potencial creciente. El voltaje de reflexión Ur se configura en aproximadamente 1.05-1.10 veces la aceleración debida al voltaje U para poder asegurarse que todos los iones sean reflejados dentro de la porción homogénea del campo eléctrico del aparato. Los iones penetran el reflector hasta que alcanzan una energía cinética igual a 0 y son luego expulsados del reflector en la dirección opuesta. La energía cinética de los iones que salen del reflector permanece inafectada, pero su camino de vuelo varía según la diferencia en la energía cinética. Los iones que cuentan con mayor energía cinética viajaran más profundo dentro del campo desacelerante, y entonces pasarán más tiempo dentro del reflector que los iones con menor energía cinética. Entonces, el reflector logra una corrección en el tiempo de vuelo que mejora sustancialmente el poder de resolución del analizador TDV. Además, el reflector provee (si bien imperfectamente) un foco con respecto al esparicimento angular de los iones que salen de la fuente y corrige su distribución espacial. Ajustando el reflector a una pequeña escala con respecto a los iones que salen de la fuente, permite que el detector del reflector sea colocado de forma adyacente a la fuente de iones (diseño de Mamyrin). Si bien el reflector casi duplica el camino de vuelo y entonces la dispersión en el tiempo de vuelo, este efecto es de menor importancia que su capacidad para compensar el esparcimiento en la energía cinética inicial. Una simple elongación en el camino de vuelo puede también lograrse con tubos para el vuelo más largos en instrumentos lineales. Sin embargo, tubos demasiado largos para el camino del vuelo de iones pueden causar un decaimiento en el funcionamiento de analizadores TDV por la pérdida de iones en el esparcimiento angular del rayo de iones y el esparcimiento de los iones debido a las colisiones con el gas residual. Para compensar esto, se incorporan largos cables para guiar los iones en los instrumentos hasta el TDV.
Comparación del TDV lineal y del reflector: la capacidad del TDVRe para compensar la energía cinética inicial esparcida en los diferentes iones aumenta en gran medida el poder de resolución de los instrumentos TDV. Mientras que una típica extracción continua de un instrumento TDV en un modo lineal no puede resolver patrones isotópicos de muestras por encima de m/z 500, puede hacerlo cuando se opera con un reflector. Al utilizarse un mayor m/z, el TDVRe falla en resolver patrones isotópicos, teniendo en cuenta que su resolución es mejor que la de un analizador TDV lineal. En el caso de fragmentaciones metaestables, el TDVRe se comporta de una manera diferente a la del TDV lineal. Si la fragmentación ocurre entre el ion de la fuente y el reflector, los iones van a perderse en el reflector debido a su cambio en la energía cinética. Solo los fragmentos que tienen energías cinéticas cerca de la del precursor, por ejemplo el caso de un péptido de unos m/z 2000, son transmitidos debido a la tolerancia de energía del reflector. Sin embargo, estos iones no son detectados con un correcto m/z, por ende dan resultados erróneos. La fragmentación de iones en tránsito desde el reflector hacial el detector son tratados de la misma manera que los iones en un TDV lineal. Entonces, el camino de vuelo alargado del TDVRe, que es equivalente a mayor tiempo de fragmentación, y la propiedad explicada anteriormente complican la detección de iones lábiles en el TDVRe.
Los analizadores cuadrupolares totales utilizan campos eléctricos oscilantes y trampas [QIT] para estabilizar o desestabilizar selectivamente los iones que caen dentro de una ventana estrecha de valores de m/z. Mediante la transformada de Fourier, se forman imágenes de las medidas de espectrometría de masas registradas detectando la corriente producida por los iones al ser pasados por el ciclotrón en presencia de un campo magnético. Escoger el analizador más adecuado para un experimento depende del tipo de información que se quiera obtener del experimento.

### Detector
El elemento final del espectrómetro total es el detector. El detector registra la carga inducida o la corriente producida cuando un ion pasa cerca o golpea una superficie. En un instrumento de exploración la señal es producida en el detector durante la trayectoria de la misma (en qué m/z) y producirá un espectro de masa, un expediente del m/z's en el cual los iones están presentes. Típicamente, se utiliza un cierto tipo de multiplicador de electrones (electromultiplicador), aunque se han empleado otros detectores (como las tazas de Faraday).

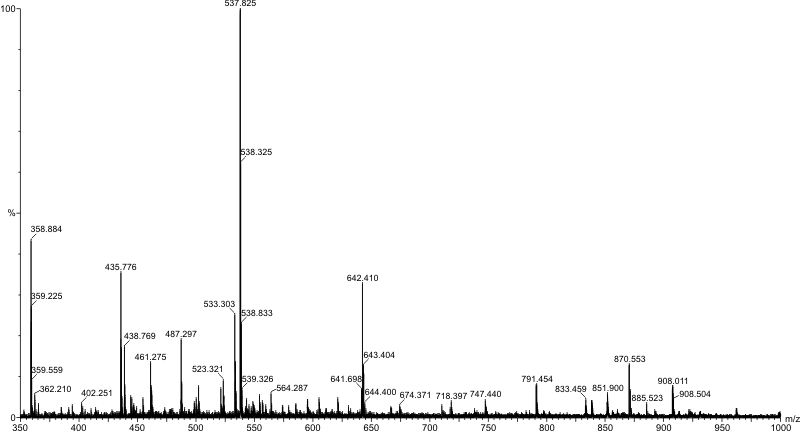
Espectro de masas.

El funcionamiento del electromultiplicador se basa en el efecto cascada producido al impactar un determinado ion (o iones) en el mismo. Aplicando una diferencia de potencial entre sus extremos, se consigue aumentar el factor de amplificación, que vendrá determinado por el número de subetapas amplificadoras que componen el detector. Normalmente, es un componente sometido a desgaste que ha de reemplazarse con el tiempo al perder eficiencia de amplificación.
Ya que el número de iones que dejan el analizador total en un instante particular es realmente pequeño, una amplificación significativa es generalmente necesaria para conseguir una señal mínimamente procesable. Los detectores de la placa de Microchannel se utilizan comúnmente en instrumentos comerciales modernos. En FTMS el «detector» es un par de placas de metal dentro de la región total del analizador que los iones pasan solamente cerca. No se produce ninguna corriente de la C.C., solo una corriente débil de la imagen de la CA se produce en un circuito entre las placas.
Multiplicador de electrones con dinodos discretos: Cuando una partícula energética golpea con la superficie de un metal o un semiconductor, electrones secundarios son emitidos de esa superficie. La emisión está determinada por la función trabajo del material respectivo, por ejemplo BeCu (w = 2.4 eV). A mayor velocidad en el imacto de las partículas y la menor función trabajo de la superficie, entonces el mayor número de electrones secundarios emitidos. Si un electrodo opuesto a la posición de la emisión está puesto a un potencial positivo, todos los electrones emitidos van a ser acelerados hacia él y golpearán la superficie donde estos harán que se desprendnan varios electrones más. La avalancha de electrones producida por más de 12-18 etapas de dinodos discretos cuenta con aproximadamente 100 V potencial positivo mayor, produce una corriente eléctrica lo suficientemente larga como para ser detectada por un amplificador sensible. Este detector es llamado multiplicador de electrones secundarios. Los dinodos tienen normalmente forma de copa. Debido a cierta sensibilidad del aire de la capa que emiten los electrones y para prevenir formación de arcos debido al alto voltaje, el multiplicador de electrones requiere de una operación en alto vacío. La corriente de iones que alcanza el primer dinodo son del rango de los picoamperios, pero pueden estar por sobre los 10^-18-10^-19 A. Dependiendo del volaje aplicado, los multiplicadores de electrones secundarios proveen una ganancia de 10^6-10^8. La corriente resultante en la trampa de electrones es la entrada de otro amplificador que provee otra ganancia de 10^6-10^9. La corriente de salida es entonces convertida en una señal de voltaje que finalmente puede ser traducida a un valor de intensidad por métodos de conversión analógico-digital.
Multiplicador de electrones Channeltron: La cascada de electrones secundarios también puede ser producida en un tubo continuo. Tales detectores, conocidos como channeltron, son más compactos y menos caros que un multiplicador de electrones con dinodos discretos. Estos son preferentemente usados en instrumentos que caben en una mesa de trabajo. Su ganancia depende de la relación longitud-diámetro, con una óptima de 40-80. En un channeltron, el alto voltaje decae continuamente desde la entrada del ion hasta la salida del electrón del tubo, requiriendo una resistencia suficientmente grande del material semiconductor para sobrellevar un alto voltaje de 2 kV. Esto es logrado debido a una capa emisiva de dióxido de silicona que cubre una capa conductora de óxido de plomo en el soporte de un tubo de plomo.

## Ventajas de un espectrómetro de masas
A continuación se enumeran algunas de las principales ventajas de este dispositivo:
- Permite tener resultados satisfactorios en poco tiempo.
- Obtener resultados cualitativos y cuantitativo de una misma muestra.
- Trabaja con todo tipo de moléculas ya sean grandes o pequeñas.